# Vse umrut, a ja ostanus
Vse umrut, a ja ostanus (russisk: Все умрут, а я останусь) er en russisk spillefilm fra 2008 af Valerija Gaj Germanika.

## Medvirkende
- Polina Filonenko som Katja Kapitonova
- Agnija Kuznetsova som Zjanna Martjenko
- Olga Sjuvalova som Vika
- Julija Aleksandrova som Nastja Luganova
- Donatas Grudovitj som Aleksej Jegorov